# Canal Adalberto

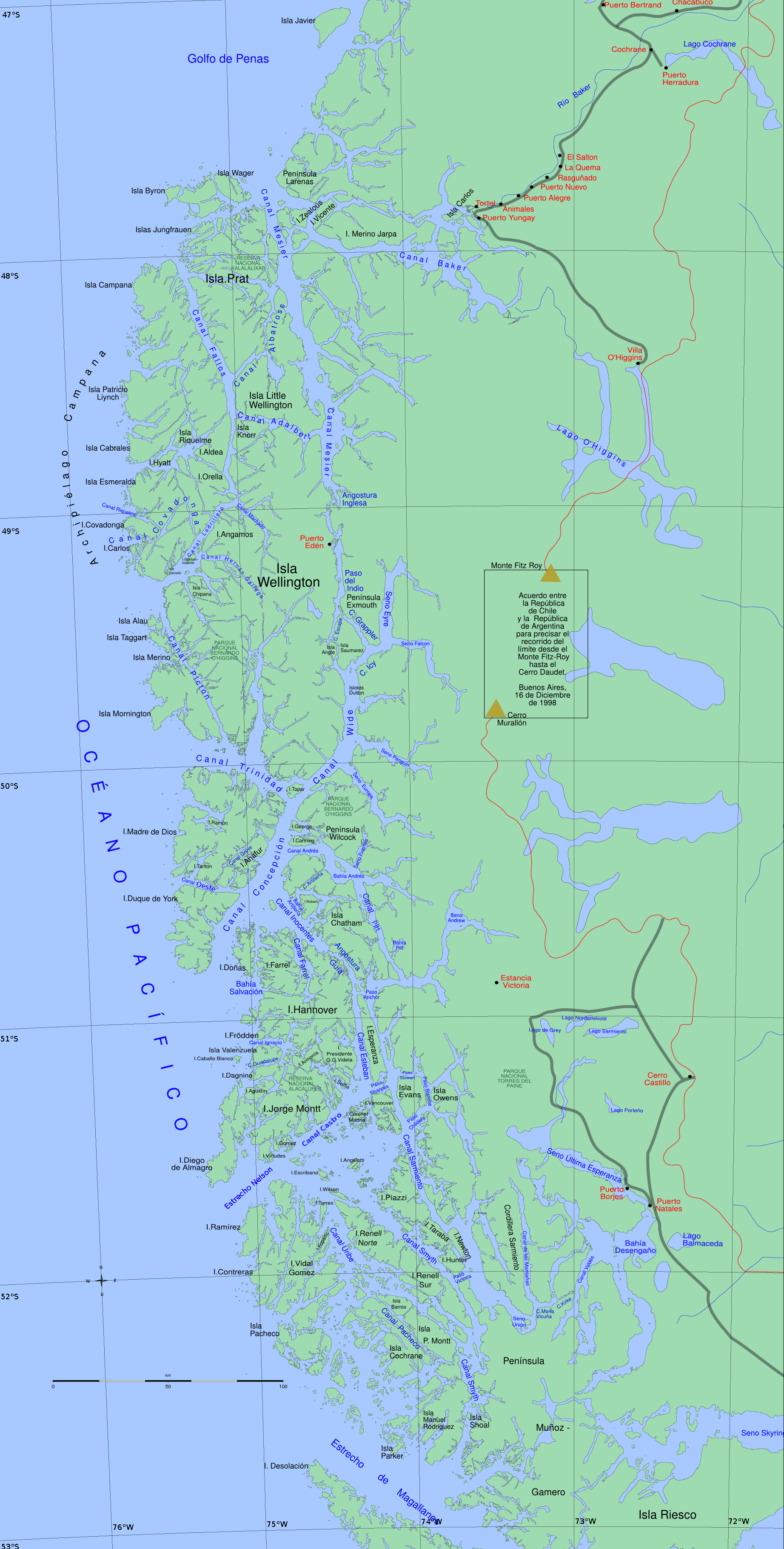
Golfo de Penas - Estrecho de Magallanes

El canal Adalberto está situado en el océano Pacífico en la región austral de Chile, al sur del golfo de Penas. Es uno de los canales patagónicos secundarios de la Patagonia chilena. 
Administrativamente pertenece a la provincia Capitán Prat de la Región de Aysén.
Desde hace aproximadamente 6.000 años sus costas fueron habitadas por indígenas cazadores recolectores. En el último milenio vivieron allí los kawésqar, a comienzos del siglo XXI casi desaparecidos como pueblo a causa de la aculturación y el genocidio causado por los colonizadores.

## Recorrido
Mapa del canal
Separa el archipiélago Wellington en sus dos partes principales, norte y sur. Corre entre las islas Little Wellington por su ribera norte y las islas Knorr y Wellington por el sur comunicando entre sí los canales Fallos y Messier. Su dirección general es E-W y su largo de 18 nmi.
Su acceso oriental está entre el cabo Nelson por el norte y la punta Seldenek por el sur del abra Search en el lado occidental del canal Messier. El acceso occidental está a 6½ nmi al sur de la punta Albatross extremidad NW de la isla Little Wellington.

## Geología y orografía
Las costas de ambas riberas son muy parecidas y hermosas; parejas, acantiladas, cubiertas de bosques casi impenetrables en la parte baja y sin vegetación en la parte alta.

## Oceanografía
Es profundo y limpio. Navegable por naves de todos los portes. La profundidad en la entrada es pareja en 365 metros y a 1½ nmi de la punta Glucks desciende bruscamente a 165-145 metros luego aumenta y disminuye nuevamente frente a la isla Lotten desde 439 metros a 192 metros.

## Expediciones y trabajos hidrográficos
En los años 1883 y 1884 el buque alemán Albatross inspeccionó y trabajó en este canal.

## Descripción costa norte

### Seno Heinrichs
Mapa del seno
Sus coordenadas según el Derrotero son: L:48°38’00” S. G:74°56’00” W. Se interna 3½ nmi en la costa sur de la isla Little Wellington casi en la entrada occidental del canal. Es muy angosto. En su entrada, 3½ cables al SW de la punta Regen, se encuentra la roca aflorada Koffert. En su interior ofrece fondeadero en 29 a 47 metros de profundidad.

### Isla Lotten
Mapa de la isla
Es muy pequeña, localizada 2 nmi al este del seno Heinrichs muy pegada a la costa sur de la isla Little Wellington.

### Punta Glucks
Mapa de la punta
Es el extremo sur de la península Thorton de la isla Little Wellington. Marca el extremo oriental del canal donde se une al abra Search. En la ribera opuesta se abre el seno Wald de la isla Wellington.

## Descripción costa sur

### Islote Circel
Mapa del islote
Ubicado frente al extremo NW de la isla Knorr, señala la entrada occidental al canal Adalberto.

### Punta Plana
Mapa de la punta
Es la extremidad NE de la isla Knorr. En este punto el canal Erhardt se une al canal Adalberto.

### Punta Oldenburg
Mapa de la punta
Se encuentra 3½ nmi al este de la punta Plana. Es el extremo norte de la costa norte de la isla Wellington.

### Seno Wald
Mapa del seno
Abre 2 nmi al SSW del extremo oeste del abra Search en la ribera sur del canal Adalberto, Se interna 9 nmi en la costa norte de la isla Wellington siguiendo una dirección general sur.